# Stanley Scarsbrook
Stanley Charles Scarsbrook (* Oktober 1908; † unbekannt) war ein britischer Hindernisläufer.
1934 wurde er mit seiner persönlichen Bestzeit von 9:29,2 min Zweiter beim Länderkampf zwischen dem Vereinigten Königreich und Frankreich, nur geschlagen von Roger Rérolle. Über zwei Meilen Hindernis wurde er im selben Jahr Englischer Meister und siegte für England startend bei den British Empire Games in London.